# Claridad (periódico Puertorriqueño)
Claridad es un periódico semanal basado en San Juan, Puerto Rico, fundado en junio de 1959. El papel servido como la publicación oficial del movimiento puertorriqueño de independencia y más tarde el Partido Socialista Puertorriqueño (PSP). El periódico ha sido alabado por su reportaje político y investigativo. Continúa ser publicado semanalmente a pesar del hecho que el PSP se disolvió en 1993. Muchos miembros del PSP antiguo continúan como contribuyentes al periódico.
Su suplemento central, En Rojo, es una de las mejores revistas culturales en la isla, presentando artículos históricos y literarios, reseñas de películas, y contribuciones lingüísticas de los mejores intelectuales y escritores de Puerto Rico.
El Festival anual "Festival de Claridad" empezó originalmente como un evento para recaudar fondos en 1974, pero se ha convertido en uno de los eventos musicales y culturales más importante en Puerto Rico. Atrae decenas de miles de participantes y algunos de los exponentes más prominentes de varios géneros musicales.
Muchos famosos Puertorriqueños han contribuido regularmente a Claridad, tanto como editores, escritores o artistas gráficos, incluyendo: René Marqués, César Andreu Iglesias, Juan Mari Brás, Carlos Gallisá, Lorenzo Homar, Carlos Raquel Rivera, Francisco Manrique Cabrera, Elizam Escobar, Alfredo López, Elliott Castro y otros. Los escritores actuales de Claridad son los escritores incluyen: Joserramón Meléndez, Raquel Z. Rivera, Gervasio Morales, Irving García, Luz Nereida Pérez, y el personaje fictional  Fiquito Yunqué, entre otros.